# Sueca
Sueca – gmina w Hiszpanii, w prowincji Walencja, we wspólnocie autonomicznej Walencja, o powierzchni 92,52 km². W 2011 roku liczyła 29 091 mieszkańców.